# Východná
Východná je obec na Slovensku, v Žilinském kraji v okrese Liptovský Mikuláš, v regionu Liptov. Žije v ní přibližně 2 200 obyvatel. V obci se od roku 1953 koná folklórní festival.

## Přírodní poměry
Území obce Východná se rozprostírá ve východní části okresu Liptovský Mikuláš. Svojí rozlohou katastrálního území 19 350 hektarů zasahuje do oblasti Vysokých Tater na severu, kde hranici tvoří majestátní hora Kriváň, a na jihu do oblasti Nízkých Tater, kde hranici tvoří průhyb, na kterém sousedí s horehronskou obcí Heľpa. Západní a východní část území vyplňuje Liptovská kotlina. Součástí obce je i malá usedlost Svarín s přilehlými samotami. 
Do správního území obce zasahují Tatranský národní park a národní park Nízké Tatry. Nacházejí se v něm národní přírodní rezervace Turková, národní přírodní památka Zápoľná, přírodní památka Hybická tiesňava a zasahují do něj národní přírodní rezervace Kôprová dolina a Važecká dolina. Dále v něm leží přírodní rezervace ze skupiny Pralesů Slovenska: Zadná hoľa, Kolesová, Chmelinec, Hromisko, Veľká Vápenica a Nemecká.

## Pamětihodnosti
Ve vsi stojí římskokatolický kostel z 15. století, evangelický kostel z roku 1926 a pomník padlým v první a druhé světové válce.

## Rodáci
V obci se narodila Zlata Hajdúková, první profesionální slovenská filmová herečka.